# هوارد فريدمان
هوارد فريدمان (بالإنجليزية: Howard Friedman)‏ هو إحصائي وفنان أمريكي، ولد في 10 يونيو 1972 في نيويورك في الولايات المتحدة.